# Angelica czernaevia
Angelica czernaevia là một loài thực vật có hoa trong họ Hoa tán. Loài này được (Fisch. & C.A.Mey.) Kitag. mô tả khoa học đầu tiên năm 1936.